# Hrob
Hrob är en stad i Tjeckien.   Den ligger i regionen Ústí nad Labem, i den nordvästra delen av landet, 80 km nordväst om huvudstaden Prag. Hrob ligger 362 meter över havet och antalet invånare är 2 020.
Terrängen runt Hrob är kuperad norrut, men söderut är den platt.Runt Hrob är det tätbefolkat, med 476 invånare per kvadratkilometer. Närmaste större samhälle är Most, 18,5 km söder om Hrob. I omgivningarna runt Hrob växer i huvudsak blandskog.